# Saufatu Sopoanga

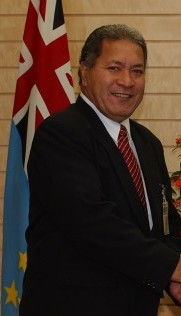
Saufatu Sopoanga (2003)

Saufatu Sopoanga OBE (* 22. Februar 1952 auf Nukufetau, Kronkolonie Gilbert- und Elliceinseln; † 15. Dezember 2020 in Tuvalu), auch Saufatu Sopoaga, war ein tuvaluischer Politiker, der von 2002 bis 2004 Premierminister des ozeanischen Inselstaates war.
Der ältere Bruder des Diplomaten und Politikers Enele Sopoaga begann in den 1970ern eine Beamtenlaufbahn, in der er bis zum Staatssekretär als ranghöchster Beamter befördert wurde. Im Jahr 2000 wechselte er in die Politik und wurde im gleichen Jahr in das tuvaluische Parlament, das Fale i Fono, gewählt. Bereits ein Jahr später wurde er unter Koloa Talake Finanzminister und löste diesen nach dessen Niederlage bei den Parlamentswahlen 2002 als Premierminister ab. Klima- und außenpolitisch weitgehend die Linie seiner Vorgänger fortsetzend, trieb er innenpolitisch besonders entwicklungspolitische Maßnahmen und das Projekt einer möglichen Verfassungsreform hin zu einer Republik voran.
2003 erlebte seine Regierung eine wesentliche Krise, als sie mehrere Monate lang keine Parlamentsmehrheit hatte und die Opposition ein Misstrauensvotum gegen Sopoanga plante. Ein Wahlerfolg bei einer Nachwahl und personalpolitisches Entgegenkommen ließen Sopoanga die Krise abwenden. Im August 2004 verlor er schließlich doch noch ein Misstrauensvotum und trat daraufhin als Premierminister zurück. Danach war er noch zwei Jahre lang als stellvertretender Premierminister Teil des Kabinetts seines Nachfolgers Maatia Toafa, ehe er bei den Parlamentswahlen 2006 aus dem Parlament und der Regierung ausschied. Bis zu seinem Tod war er anschließend in verschiedenen Positionen bei unterschiedlichen Organisationen aktiv, darunter als Präsident des Verbandes der tuvaluischen Privatwirtschaft, Generalsekretär des Tuvalu Red Cross und Vorsitzender der Tuvalu Public Service Commission.

## Karriere

### Beamtenlaufbahn
Sopoanga wurde 1952 auf dem Atoll Nukufetau geboren, das damals noch zur britischen Kronkolonie Gilbert- und Elliceinseln gehörte. Sein jüngerer Bruder Enele (* 1956) wurde später Diplomat und Politiker und war von 2013 bis 2019 ebenfalls Premierminister Tuvalus. 1973 begann Sopoanga seine berufliche Laufbahn als Angestellter der Kolonialbehörden und blieb auch nach der Unabhängigkeit der ehemaligen Elliceinseln unter dem heutigen Tuvalu 1978 Beamter im öffentlichen Dienst. Bis 1995 war er Permanent Secretary verschiedener Kolonialämter und tuvaluischer Ministerien. Parallel bildete er sich weiter und studierte an verschiedenen britischen Hochschulen development administration. 1978 erhielt er einen Universitätsabschluss vom South Devon Technical College in Torquay und 1992 von der University of Manchester. Ein Jahr später folgte ein Master-Abschluss an der University of Liverpool.
1996 wurde er in Tuvalu zum Staatssekretär befördert und war damit Tuvalus ranghöchster Beamter. Als solcher beschäftigte er sich unter anderem mit einem letztlich gescheiterten Deal Tuvaluas mit der kanadischen Internetfirma TVCorp über die Nutzungsrechte für die Internetdomain .tv, sowie mit der Situation des damals einzigen tuvaluischen Versorgungsschiffes Nivaga II, das im März 2000 wegen eines Arbeiterstreikes in einer Werft in Fidschi festsaß. Eine Woche nach Sopoangas Forderung, dass Schiff freizugeben, wurde dieser nachgekommen; gleichzeitig entsandte die Regierung von Fidschi zur Überbrückung der restlichen Zeit ein Ersatzschiff nach Tuvalu. Mindestens ab Mai 1999 wurde er (zusätzlich) auch als Secretary to Government der Regierung von Ionatana Ionatana bezeichnet und gab als solcher im Namen der Regierung mehrfach Statements gegenüber der Presse ab. Diese Position hatte er mindestens bis Juni 2000 inne. Im Oktober 2000 beendete er schließlich seine Beamtenlaufbahn zugunsten einer politischen Karriere.

### Vom Parlamentarier zum Premierminister
Im Jahr 2000 kandidierte Sopoanga bei einer außerordentlichen Nachwahl im Wahlkreis von Nukufetau erfolgreich für einen Sitz im Fale i Fono, dem tuvaluischen Parlament. Zuvor war die Anzahl der Sitze im Parlament vergrößert und dem Wahlkreis von Nukufetau ein zweites Mandat zugeschlagen worden, wodurch die Nachwahl notwendig geworden war. Seinen Sitz im Parlament trat Sopoanga in politischen unruhigen Zeiten an; binnen weniger Jahre hatte der Inselstaat gleich mehrere Regierungswechsel erlebt. Wie im tuvaluischen Politiksystem üblich gehörte er keiner Partei, sondern einer entlang ideologischer Positionen entstandenen Fraktion unabhängiger Politiker an. Als Parlamentarier schloss sich Sopoanga der Regierungsfraktion des damaligen Premierministers Ionatana Ionatana an, der im Dezember 2000 verstarb. Neuer Premierminister war Faimalaga Luka, unter dem Sopoanga ein sogenannter Special Ministerial Advisor war, einem nominellen Amt mit besserer Bezahlung, das durch Ionatanas Amtsvorgänger Bikenibeu Paeniu eingeführt worden war. Es diente der Regierung dazu, sich mit der Postenvergabe den Rückhalt der Hinterbänkler zu sichern. Die Praktik um die Special Ministerial Advisors wurde später für illegal erklärt.
Im Dezember 2001 verlor der damalige Premierminister Faimalaga Luka ebenfalls seine Mehrheit und wurde gestürzt. Mehrere Parlamentarier der Regierungsfraktion hatten zuvor die Seiten gewechselt, darunter auch Sopoanga, der seinen Fraktionswechsel damit begründete, dass Luka Gesetzesbeschlüsse des Parlamentes nicht umgesetzt habe. Neuer Premierminister wurde Koloa Talake, ein weiterer Überläufer, der Sopoanga zum Minister für Finanzen, Wirtschaftsplanung und Industrien ernannte. Bei den regulären Parlamentswahlen im Juli 2002 konnte Sopoanga seinen Sitz verteidigen. Er erreichte die meisten Stimmen seines Wahlkreises, noch vor Faimalaga Luka, den die Wähler von Nukufetau erneut als zweiten Abgeordneten nach Funafuti entsandten. Premierminister Talake verlor jedoch sein Mandat, das Amt des Premierministers war damit vakant. Während der Suche nach einem Nachfolger stellte sich Sopoanga selbst zur Wahl, die parlamentarische Opposition nominierte dagegen Amasone Kilei. Am 2. August 2002 setzte sich Sopoanga in der Parlamentsabstimmung mit acht zu sieben Stimmen gegen Kilei durch und wurde damit neuer Premierminister Tuvalus.
Trotz der dünnen Mehrheit gab Sopoanga gegenüber der Presse an, er „fühle [s]ich sicher“ in seinem Amt und glaube nicht, vorzeitig gestürzt zu werden. Er kündigte an, auch die Oppositionsmitglieder am Gesetzgebungs- und -implementierungsprozess beteiligen zu wollen. Einen Tag nach seiner Wahl gab er die Besetzung des Kabinettes Sopoanga bekannt. Sopoanga selbst teile sich neben dem Posten des Premierministers auch die Ämter des Außen-, Immigrations- und Arbeitsministers (labour) zu. Maatia Toafa wurde stellvertretender Premierminister und gleichzeitig auch Minister für Betriebe (works), Kommunikation und Transport, der ehemalige Premierminister Bikenibeu Paeniu folgte Sopoanga als Finanzminister nach. Zum Sprecher des Fale in Fono wurde der von Sopoanga unterstützte Saloa Tauia gewählt. Faimalaga Luka, mit dem zusammen Sopoanga seinen Wahlkreis im Parlament vertrat, konnte er dagegen nicht für sein Kabinett gewinnen. Damit gehörte während seiner Amtszeit der zweite Parlamentarier des Heimatwahlkreises des Premierministers unüblicherweise nicht zur Regierungsfraktion. Das Außenministerium der Vereinigten Staaten verband Sopoangas Amtsantritt mit der Hoffnung auf eine „Phase politischer Stabilität“.

### Regierungskrise 2003
Bereits nach wenigen Monaten wurde Sopoanga durch seine knappe Parlamentsmehrheit vor Probleme gestellt. Zum einen verstarb im Februar 2003 der damalige Parlamentssprecher Saloa Tauia, zum anderen erklärte das Oberste Gericht von Tuvalu das Abgeordnetenmandat von Sio Patiale für nichtig, da dieser seine Kandidaturunterlagen nicht fristgerecht eingereicht hatte. Beide Politiker zählten zum Lager der Regierung, die damit ihre Mehrheit verlor. Für beide Parlamentssitze wurden Anfang Mai 2003 Nachwahlen abgehalten, die als entscheidend für das Schicksal von Sopoangas Regierung galten. Während Patiale seinen Wahlsieg nun regelgerecht wiederholen konnte, gewann in der Nachwahl für Tauias Sitz Taavau Teii, der sich der Opposition um Oppositionsführer Amasone Kilei anschloss. Damit hatte die Opposition im Parlament mehr Stimmen als die Regierung. Danach versuchte Sopoanga, die Parlamentsmehrheit zurückgewinnen und sich gleichzeitig Zeit zu verschaffen, indem er die Eröffnung des Parlaments immer weiter nach hinten verschob. Zunächst argumentierte er, den Parlamentariern Zeit für Beratungen zur Wahl des Parlamentssprechers geben zu wollen, später behauptete er, es sei legitim, die Einberufung des Parlaments zu verzögern, um die Regierungsmehrheit abzusichern.
Erst nach knapp anderthalb Monaten war das Parlament in der Lage, einen neuen Parlamentssprecher zu wählen, nachdem der damalige Generalgouverneur Tomasi Puapua eine entsprechende Parlamentssitzung angeordnet hatte. Bei der Wahl setzte sich entsprechend der Mehrheitsverhältnisse der Oppositionskandidat, der ehemalige Premierminister Faimalaga Luka gegen den Regierungskandidaten Otinielu Tausi mit 8:7-Stimmen durch. Auch danach insistierte Sopoanga, dass er erst das Parlament einberufen werde, wenn er eine Mehrheit habe – „im nächsten Monat, im September oder im Oktober“. Die Opposition forderte bereits kurz nach Nachwahlen Sopoanga auf, seine Niederlage einzugestehen und sein Amt für den Oppositionsführer zu räumen. Im Sommer leitete sie ein Gerichtsverfahren ein, um die Eröffnung des Parlaments an Sopoanga vorbei zu erzwingen und damit einem Misstrauensvotum den Weg frei zu machen. Anfang August urteilte der Oberste Richter des Landes, dass der Generalgouverneur berechtigt sei, von Sopoanga eine Einberufung des Parlaments zu verlangen. Die Opposition versuchte anschließend, Sopoanga ein Ultimatum zu setzen. Dieser deutete danach eine Parlamentssitzung für September an. Zugleich verwies er auf angebliche Konflikte innerhalb der Opposition; Oppositionsführer Kilei war zu diesem Zeitpunkt von Apisai Ielemia abgelöst worden.
Schließlich fand Sopoanga durch einen „geschickte[n]“ Umgang mit der Vergabe von Regierungsposten einen Ausweg aus der Regierungskrise. Ende August verkündete Sopoanga, in Verhandlungen mit oppositionellen Parlamentariern zu stehen und im Gegenzug für einen Fraktionswechsel auch einen Kabinettsposten anbieten zu wollen. Anfang September wurde der oppositionelle Parlamentssprecher Faimalaga Luka mit Sopoangas Unterstützer zum neuen Generalgouverneur Tuvalus ernannt, wodurch die Zahl der Oppositionsparlamentarier auf sieben sank. Sopoanga gab anschließend bekannt, im Oktober eine Nachwahl abhalten zu wollen; gleichzeitig bedeute das, dass das Parlament vor November nicht zusammentreten könne. Die Nachwahl Anfang Oktober gewann mit Elisala Pita tatsächlich ein Unterstützer der Regierung. Kurz zuvor war zudem der bisherige Oppositionsparlamentarier Leti Pelesala zur Regierungsfraktion übergetreten. Pelesala wurde anschließend Minister für innere Angelegenheiten in Sopoangas Kabinett. Der bisherige Amtsträger des Ministerposten, Otinielu Tausi, wurde neuer Parlamentssprecher. Als das Parlament am 4. November 2003 zu seiner ersten regulären Sitzung seit mehreren Monaten zusammentraf, verfügte Sopoangas Regierung somit über eine 9:6-Mehrheit der Stimmen.

### Abwahl und stellvertretender Premierminister
Am Ende verlängerte Sopoangas Sieg in der Regierungskrise 2003 seine Amtszeit aber nur um einige Monate. Im Sommer 2004 lief Elisala Pita zur Opposition über, in deren Namen Apisai Ielemia am 26. August 2004 ein Misstrauensvotum gegen Sopoanga vorbrachte. Mit Sio Patiale war ein weiterer Unterstützer der Regierung aus medizinischen Gründen abwesend. Bei der Misstrauensabstimmung stimmte auch Parlamentssprecher Otinielu Tausi mit der Opposition, sodass Sopoanga die Vertrauensabstimmung mit 5:9 Stimmen verlor. Während die Opposition versuchte, selbst eine Regierung auf die Beine zu stellen, blieb Sopoanga zunächst als kommissarischer Premierminister im Amt. Zugleich zeigte er sich optimistisch, wieder eine Mehrheit im Parlament bilden und im Amt bleiben zu können. Gegenüber der Presse beschrieb er den „Verrat“ der Fraktionsüberläufer als „Schock“. Amasone Kilei als Oppositionspolitiker gab an, dass Misstrauensvotum sei angestrengt worden, weil Sopoanga das „Eigentum der Regierung“, besonders öffentliche Gelder, zweckentfremdet habe. Kilei verwies darauf, dass Sopoanga ohne Abstimmung mit seinem Kabinett eine Reise nach Peking angetreten sei. Ebenso führte Kilei Sopoangas „Verhalten über die letzten zwei Jahre“ an. Sopoanga verteidigte die Reise nach China, die vollständig von der Regierung der Volksrepublik China finanziert gewesen sei; Tuvalu habe das kein Geld gekostet. Auch die anderen Anschuldigungen seien „haltlos“. Das Medium Tuvalu News berichtete zudem, dass Parlamentssprecher Tausi nicht mit Sopoangas Finanzpolitik einverstanden gewesen sei.
Die Wahl eines neuen Premierministers wurde für den darauffolgenden Samstag geplant. Sopoanga kam dem aber zuvor und trat am 27. August als Parlamentsabgeordneter und Premierminister zurück. Da verfassungsgemäß alle Parlamentsmandate ausgefüllt sein müssen, ehe das Parlament eine Abstimmung vornehmen kann, verzögerte Sopoanga dadurch die Wahl eines neuen Premierminister. Offen räumte er ein, dass er damit Zeit gewinnen wolle, um seinen Rückhalt im Parlament wiederherzustellen. Ebenso kündigte er an, bei der nun notwendigen Nachwahl um seinen eigenen Sitz wieder kandidieren zu wollen: werde er dort siegen, so wolle er auch wieder als Premierminister kandidieren. Sein bisheriger Stellvertreter Maatia Toafa übernahm kommissarisch die Amtsgeschäfte des Premierministers. Tatsächlich konnte Sopoanga die Nachwahl für sich entscheiden, musste aber letztlich von seinen Ambitionen für das Premierminister-Amt zurücktreten. Die Regierungsfraktion entschied sich stattdessen für Toafa als dauerhaften Nachfolger Sopoangas und kam damit einer Forderung des Parlamentssprechers Otinielu Tausi nach, damit dieser wieder in die Regierungsfraktion zurückkehrte. Politische Beobachter in Tuvalu spekulierten auch über eine breitere Intrige gegen Sopoanga innerhalb der Regierungsfraktion.
Sopoanga verzichtete darauf, Toafa offen herauszufordern; dieser wurde mit einer Mehrheit zum neuen Premierminister gewählt. Im Kabinett Toafa I wurde er stellvertretender Premierminister und gleichzeitig Minister für Kommunikation, Transport, Betriebe (works) und Energie. Damit hatten Toafa und Sopoanga im Prinzip Ämter getauscht; weitere Änderungen zwischen Sopoangas und Toafas Kabinett gab es nicht. Knapp anderthalb Jahre später kündigte Toafa im Februar 2006 Neuwahlen für den nächsten August an. Sein Ziel sei eine Fortsetzung seiner alten Administration; inhaltlich wolle er den Fokus auf die Entwicklung der Privatwirtschaft legen. Auch Sopoanga trat zur Wiederwahl an. Tatsächlich endete die Parlamentswahl aber in einer Niederlage für die Regierung: Außer Toafa verloren alle Regierungsmitglieder ihre Mandate. Sopoanga kam hinter Neuling Lotoala Metia und seinem bisherigen Co-Amtsinhaber Elisala Pita in seinem Wahlkreis nur auf den letzten von drei Plätzen und schied damit aus dem Fale i Fono aus. Neuer Premierminister wurde Oppositionsführer Ielemia.

### Nach der Politik
Nach seinem Ausscheiden aus dem Parlament trat Sopoanga nie mehr für politische Ämter im engeren Sinne an, übernahm aber verschiedene Positionen bei unterschiedlichen Organisationen. Um 2011 war er Präsident der Tuvalu National Private Sector Organisation, einem Interessensverband der tuvaluischen Privatwirtschaft. In dieser Funktion unterstützte er unter anderem ein sogenanntes Peer-Review der tuvaulischen Wirtschafts- und Entwicklungspolitik. In gleicher Funktion mahnte er ein stärkeres zivilgesellschaftliches Vorgehen gegen Gewalt gegen Frauen und Mädchen an. Um 2016 war er Generalsekretär des Tuvalu Red Cross, dem nationalen tuvaluischen Verband der Internationalen Rotkreuz- und Rothalbmond-Bewegung. 2018 gehörte er dem Gründungsvorstand des tuvaluischen Nationalkomitees für das Weltdokumentenerbe an. Bis zu seinem Tod war er Vorsitzender der Tuvalu Public Service Commission, ein für Kontrolle, Verwaltung und Personal des öffentlichen Dienst zuständiges staatliches Gremium. Er beteiligte sich zudem am Public Service Fale, einer im Januar 2020 durch Neuseeland gestartete Initiative zur Förderung der öffentlichen Verwaltungen Ozeaniens.
Sopoanga war verheiratet und Vater eines Sohnes und dreier Töchter. Er starb am 15. Dezember 2020 im Alter von 68 Jahren in Tuvalu. Am 22. Dezember wurde er mit einem Staatsbegräbnis beigesetzt. Die neuseeländische Außenministerin Nanaia Mahuta kondolierte Tuvalu zum Tode eines „langgediente[n] und engagierte[n] Staatsdiener[s] und Politiker[s]“, den man „sehr“ vermissen werde. Auch die Republik China (Taiwan) kondolierte und hob Sopoangas Bemühungen um eine Vertiefung der taiwanesisch-tuvaluischen Beziehungen hervor. Der taiwanesische Botschafter in Tuvalu, Su Jen-chung, nahm am Staatsbegräbnis für Sopoanga teil; Taiwans Außenminister Joseph Wu trug sich in der tuvaluischen Botschaft in Taipeh in ein Kondolenzbuch ein.

## Politische Positionen

### Klimawandel
Ein zentrales Thema von Sopoangas Amtszeit als Premierminister war die globale Erwärmung und ihre Auswirkungen auf Tuvalu. Nur einen Monat nach seinem Amtsantritt vertrat er Tuvalu auf dem Weltgipfel für nachhaltige Entwicklung 2002 und forderte dort in einer „maßvollen, aber wortgewandten“ Rede von der Weltgemeinschaft ein effektives Vorgehen gegen die globale Erwärmung. Besonders betonte er die missliche Lage von Inselstaaten wie Tuvalu, die durch den steigenden Meeresspiegel unmittelbar von den Folgen des Klimawandels betroffen sind. Tuvalu könne in 50 Jahren „wegen der Habgier der Industriestaaten“ untergehen. International übte er besonders Kritik an den Vereinigten Staaten und Australien, die Sopoangas Meinung nach zu wenig zur Reduzierung der Treibhausgasemissionen gemacht hätten. Weder Australien noch die USA gehörten damals zu den Unterzeichnern des Kyoto-Protokolls, das eine ebensolche Reduzierung des Treibhausgasausstoßes zum Ziel hatte. 2003 erneuerte er seine Forderungen an die Industriestaaten zur Reduzierung ihrer Emissionen. Vor der Generalversammlung der Vereinten Nationen sagte er im selben Jahr, Tuvalu vergleiche den Klimawandel „mit einer langsamen und heimtückischen Form des Terrorismus gegen uns“.
Insgesamt behielt Sopoanga damit die Linie seiner Vorgänger bei, indem er versuchte, den Inselstaat als prominenten Akteur im Kampf zum Klimawandel darzustellen. Sopoangas Auftritte und Reden bei internationalen Konferenzen waren wie schon bei seinen Vorgängern Teil dieser Strategie. Teilweise wich er aber auch von der bisherigen Linie ab. Hatte sein Vorgänger Koloa Talake noch offen mit einer internationalen Klage gegen die USA und Australien kokettiert, zeigte sich Sopoanga skeptisch und verwies darauf, dass es einem kleinen Inselstaat wie Tuvalu schwer fallen würde, gegen wesentlich reichere Industriestaaten mit besseren Möglichkeiten vor Gericht zu bestehen. Zudem erhält Tuvalu von den Vereinigten Staaten und Australien wichtige Finanzhilfen. Offen zeigte sich Sopoanga allerdings gegenüber möglichen Klagen durch Umweltorganisationen, die Tuvalu als Beispiel anführen wollen. Gleichzeitig betonte er auch, dass der Klimawandel und der Umgang mit den Folgen nicht das einzige Thema seiner Amtszeit sein sollen. Nach dem Ende seiner politischen Karriere äußerte er 2007, dass er den pauschalen Aussagen, Tuvalu sei durch die Auswirkungen der globalen Erwärmung „todgeweiht“, wenig abgewinnen könne. Anstelle dieser Untergangsbeschwörungen solle sich die internationale Gemeinschaft darauf konzentrieren, wie man genau das verhindern könne.

### Innenpolitik
Zu seinem Amtsantritt als Premierminister versprach Sopoanga die Ausarbeitung eines entwicklungspolitischen Leitplanes für das Land und besonders eine Verbesserung der Gesundheitsversorgung und Bildung des Inselstaates. Ebenfalls setzte er sich die Wahrung politischer Stabilität auf die Agenda. Im Juli 2004 fand in Tuvalu erstmals ein National Summit on Sustainable Development (deutsch etwa Nationaler Gipfel über nachhaltige Entwicklung) statt, der die entwicklungspolitischen Leitlinien des Landes für die nächsten zehn Jahre erarbeiten sollte. Der Gipfel endete mit politischen und wirtschaftlichen Reformvorschlägen und -strategien, deren Erfüllung in einer zentralen Abschlusserklärung festgesetzt wurde (Malefatuga Declaration). Während Sopoangas Regierungszeit konnte mit taiwanesischer Finanzierung in Funafuti ein neues, dreistöckiges Regierungsgebäude gebaut werden, auf dem gleichen Atoll entstand mit der Hilfe von Japan ein neues Krankenhaus.
Als Premierminister unterstützte Sopoanga die Idee eines Referendum über eine Verfassungsreform. Er favorisierte eine Loslösung Tuvalus von der britischen Monarchie, eine Umwandlung des Staates hin zu einer Republik und die Einführung einer Direktwahl des Regierungschefs. Das Projekt der Verfassungsreform war Teil einer größeren Durchsicht der gesamten Verfassung, die bereits unter Sopoangas Vorgänger Koloa Talake gestartet worden war. Sopoanga argumentierte, dass die Verfassungsreform zu einer Stabilisierung des politischen System Tuvalus beitragen könne, und führte die regelmäßigen Regierungswechsel der letzten Jahre als Beispiel an, die er auf die parlamentarische Wahl und Abwahl des Premierministers zurückführte. Bei Amtsantritt versprach er von Radioprogrammen unterstützte „landesweite Beratungen“ und die Abhaltung eines entsprechenden Referendums Ende 2002, konnte das aber nicht einhalten. 2003 führte er seine eigene Regierungskrise als Beleg an, warum eine Verfassungsreform hin zu einer Republik notwendig sei. Anfang 2004 wagte er einen neuen Anlauf mit Befragungen auf verschiedenen Atollen und einem Gesetzesentwurf, der ein Referendum verpflichtend vorschrieb. Gleichzeitig gab er an, er halte ein tatsächliches Referendum zum damaligen Zeitpunkt für „verfrüht“. Sopoangas Nachfolger Maatia Toafa führte Sopoangas Bemühungen fort. Tatsächlich kam es erst 2008 zu einem Referendum, in dem sich zwei Drittel der Wähler für die Beibehaltung der Monarchie aussprachen.
Finanzpolitisch unterstützte er das bereits zuvor geschlossene Abkommen Tuvalus mit dem Unternehmen dot.tv über die Nutzungsrechte der .tv-Domain, das die Einnahmen des Staates erhöhen sollte. Ende 2002 sicherte er Tuvalu 3,3 Millionen Euro an Entwicklungshilfen von der Europäischen Union. Nichtsdestotrotz musste Sopoanga Ende 2002 einen vergleichsweise kleinen Haushalt für das folgende Jahre präsentieren, da die Lizenzeinnahmen aus Kommunikation – inklusive des Domain-Deals – und Fischerei sowie die Einnahmen aus dem Tuvalu Trust Fund zurückgegangen waren. Sein Haushaltsentwurf umfasste Einnahmen hauptsächlich aus Entwicklungshilfen und den Fischereilizenzen. Zudem zog Sopoanga zur weiteren Finanzierung 1,5 Millionen Dollar aus dem Tuvalu Trust Fund ab. Transportpolitisch beschäftigte sich Sopoanga mehrfach mit den Flugverbinden nach Tuvalu zum Flughafen Funafuti. Die exklusiven Landerechte von Air Fiji strich die Regierung des Inselstaates, weil der Dienst der Airline nicht den vorherigen Erwartungen des Staates entsprach. Als Transportminister im Kabinett Toafa äußerte sich Sopoanga skeptisch über die Nutzung einer in der Volksrepublik China hergestellten Xi’an MA60 durch Air Fiji für Flüge nach Tuvalu. Daneben unterstützte Sopoanga eine vorgeschlagene Flugverbindung von Funafuti nach Tarawa auf Kiribati, die durch Air Pacific bedient werden sollte, letztlich aber nicht realisiert wurde. Eine Anfrage von Air Kiribati auf Landerechte in Funafuti hatte Tuvalu 2004 abgelehnt.

### Außenpolitik

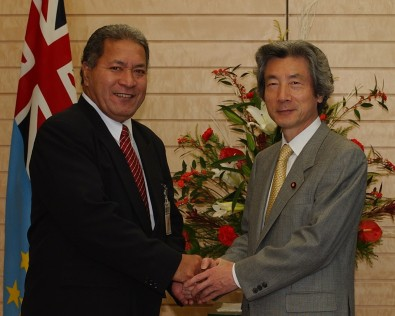
Sopoanga bei seinem Staatsbesuch in Japan 2003 mit Japans damaligem Premierminister Jun’ichirō Koizumi (rechts)

Sopoanga setzte prinzipiell die traditionelle Linie Tuvaluas im Taiwan-Konflikt fort und beließ es bei der diplomatischen Anerkennung der Republik China (Taiwan) und nicht der Volksrepublik China. Anfang März 2003 besuchte er Taipeh und traf dabei den damaligen taiwanesischen Präsidenten Chen Shui-bian, der sich bei Sopoanga für Tuvalus Unterstützung bei Taiwans Bemühungen um eine Rückkehr zu den Vereinten Nationen bedankte. Zuvor hatte sich Tuvalus UN-Botschafter, Sopoangas Bruder Enele, an entsprechenden Vorstößen beteiligt. Eine weitere Reise nach Taiwan unternahm er im Mai 2004, wo er unter anderem Chens zweiter Amtseinführung beiwohnte und die Stadt Kaohsiung besuchte. Skeptisch zeigte sich Sopoanga aber über die angeblich enge Arbeitsbeziehung taiwanesischer Diplomaten mit der parlamentarischen Opposition, woraufhin er demonstrativ eine Reise nach Peking in die Volksrepublik China unternahm. In Tuvalu wurde diese Reise vor dem Hintergrund der guten taiwanesisch-tuvaluischen Beziehungen kritisiert und von der Opposition 2004 auch als Begründung für das Misstrauensvotum gegen Sopoanga herangezogen.
Einen weiteren Staatsbesuch absolvierte Sopoanga 2003 in Japan, wo er unter anderem Premierminister Jun’ichirō Koizumi traf. Im Rahmen des Besuches erneuerte er seine Forderungen, dass die Industriestaaten ihre Treibhausgasemissionen im Kampf gegen den Klimawandel reduzieren müssten. Auch das Pacific Islands Forum nutzte Sopoanga für die Darstellung seiner klimapolitischen Positionen. Am Rande des Gipfels 2002, zu dem er wenige Woche nach seinem Amtsantritt reiste, beteiligte er sich an einem Aufruf der pazifischen Inselstaaten zu Maßnahmen gegen die globale Erwärmung und den steigenden Meeresspiegels. Während die Kritik an den Vereinigten Staaten als einer der größten Treibhausgasemittenten von allen Vertretern einhellig geteilt wurde, traf Sopoangas Forderung nach einer analogen Kritik an Australien unter den Anführern der Inselstaaten auf geteiltes Echo. Sopoanga betonte, dass er „sehr traurig“ sei, dass ausgerechnet Australien als „einer unserer größten Geldgeber“ Tuvalu in diesem Punkt nicht unterstützen würde. Ein Jahr später teilte Sopoanga öffentlich mit, er erhoffe sich von dem Forum praktische Lösungsvorschläge, wie die pazifischen Inselstaaten den Kampf gegen die Folgen des Klimawandels finanzieren sollen. Andere Nationen würden kein Engagement zeigen, diese Probleme anzugehen.
Daneben setzte Tuvalu, das erst wenige Jahre vorher den Vereinten Nationen beigetreten war, unter Sopoanga seine Integration in die internationalen Organisationen bei. Im November 2002 beantragte er die Mitgliedschaft Tuvalus in der Ernährungs- und Landwirtschaftsorganisation der Vereinten Nationen; ein Jahr später folgte dort die Aufnahme. Im Juli 2004 trat das Land der Internationalen Walfangkommission bei. International wurde die Aufnahme Tuvalus geteilt gesehen, da Gegner des Walfanges befürchteten, dass sich das Land als Unterstützer des Walfanges hervortun würde. Besonders eine Unterstützung der Position Japans, einer Walfangnation, als Gegenleistung für mögliche japanische Wirtschaftshilfen wurde von diesen Kritikern befürchtet. Allgemein skeptisch zeigte sich Sopoanga wegen möglicher Freihandelsabkommens, die Tuvalu mit dem Zolleinnahmen eine wesentliche Einnahmequelle für den Staatshaushalt nehmen würden.
Außenpolitisch bedeutsam war zudem die Frage möglicher Umsiedlungen der tuvaluischen Bevölkerung in andere Länder als Reaktion auf die steigenden Meeresspiegel. Grundsätzlich hoffte Sopoanga, für eine mögliche Umsiedlung einen Ort mit möglichst ähnlichen Umweltbedingungen wie in Tuvalu ohne den Klimawandel zu finden, auch um möglichst wenig Identitätsgefühl zu verlieren. Letztlich seien Umsiedelungen nicht mehr als die letzte Lösung im Kampf gegen den Meeresspiegelanstieg und sei auch eine Entscheidung jedes einzelnen Tuvaluers. Hauptsächlich versuchte Sopoangas Regierung, mit Neuseeland einen Plan zur Evakuierung der tuvaluischen Bevölkerung als Kontingentflüchtlinge auszuhandeln. Ein 2001 geschlossenes Abkommen, das 75 Tuvaluern jährlich eine Immigration nach Neuseeland erlaubte, kritisierte er, da „weniger als 30 Prozent“ der zu vergebenen Plätze besetzt worden seien. 2003 schlug der damalige Premierminister von Niue, Young Vivian, eine Umsiedlung der Einwohner Tuvalus nach Niue vor, das selbst mit den Folgen der Abwanderung seiner Bevölkerung zu kämpfen hatte. Sopoanga lehnte Vivians Vorschlag prinzipiell nicht ab, forderte aber Zusagen über Rechte, Infrastruktur und Lebensstandards und betonte erneut die Freiwilligkeit einer möglichen Umsiedelung. Eine Vertiefung der Idee lässt sich nicht nachweisen.
In seiner Zeit im Kabinett Toafa als stellvertretender Außenminister verhandelte Sopoanga erfolgreich die Ausbezahlung mehrerer tuvaluischer Arbeiter auf Nauru, die dort seit mehreren Jahren ohne eine Auszahlung ihrer Löhne festhingen. Sopoanga gab an, dass die Regierung von Taiwan versprochen habe, zumindest Teile der ausstehenden 3,5 Millionen US-Dollar an Gehältern zu übernehmen. Die Arbeiter würden dann nach der Auszahlung der ausstehenden Gehälter entscheiden können, ob sie auf Nauru bleiben oder nach Tuvalu zurückkehren wollen. Die Finanzierung durch Taiwan wurde als Versuch der Republik China gewertet, die Beziehungen zu den Pazifikstaaten weiter zu verbessern. Als Premierminister hatte Sopoanga 2004 schon die neuseeländische Premierministerin Helen Clark als Vorsitzende des Pacific Islands Forums um Unterstützung in der Sache gebeten. Damals sagte er, es habe den Anschein, als ob Nauru „unsere Leute wie Sklaven behandeln“ würde.

## Ehrungen
- 1998: Officer des Order of the British Empire (OBE) „für Verdienste an der Gesellschaft und im öffentlichen Dienst“[91]
- 2004: Abbildung Sopoangas auf einer 2-$T-Briefmarke des Tuvalu Philatelic Bureau, anlässlich der Eröffnung des neuen Regierungsgebäudes[40][92]